# Sphecomyia pattonii
Sphecomyia pattonii är en tvåvingeart som beskrevs av Samuel Wendell Williston  1882. Sphecomyia pattonii ingår i släktet tajgablomflugor, och familjen blomflugor. Inga underarter finns listade i Catalogue of Life.